# Pycnolejeunea densistipula
Pycnolejeunea densistipula là một loài Rêu trong họ Lejeuneaceae. Loài này được (Lehm. & Lindenb.) Stephani miêu tả khoa học đầu tiên năm 1914.